# Pietro Maffi
Pour les articles homonymes, voir Maffi.
Pietro Maffi (né le 12 octobre 1858 à Corteolona en Lombardie, Italie et mort le 17 mars 1931 à Pise), est un cardinal italien de l'Église catholique du début du XXe siècle, élevé au rang de cardinal par le pape Pie X.

## Biographie
Après son ordination, Pietro Maffi est professeur et recteur au séminaire de Pavie et il est le fondateur de l'observatoire météorologique et du musée d'histoire naturelle de Pavie. Il est vicaire général et administrateur apostolique de Ravenne.
Il est élu évêque titulaire de Césarée-en-Maurétanie (de) et évêque auxiliaire de Ravenne en 1902. En 1903, il est promu archevêque de Pise. Mgr Maffi est nommé directeur et administrateur de l'observatoire du Vatican en 1904.
Le pape Pie X l'élève au rang de cardinal lors du consistoire du 15 avril 1907. Le cardinal Maffi participe au conclave de 1914, lors duquel Benoît XV est élu et au conclave de 1922 (élection de Pie XI). Il est l'auteur de plusieurs œuvres sur l'astronomie.

## Succession apostolique
Pietro Maffi a ordonné les évêques suivants :
- Évêque Ulisse Carlo Bascherini (it) (1907)
- Archevêque Ercole Attuoni (1929)